# Maryse Barbance
 (novembre 2017).
Si vous disposez d'ouvrages ou d'articles de référence ou si vous connaissez des sites web de qualité traitant du thème abordé ici, merci de compléter l'article en donnant les références utiles à sa vérifiabilité et en les liant à la section « Notes et références ».
Maryse Barbance est une écrivaine québécoise établie à Montréal depuis 1981, chercheuse associée à l'INRS-culture et société, professeure pour la fondation EPF sur les cultures québécoise et canadienne, éditrice des maisons et critique littéraire.

## Œuvres
- Toxiques, Hurtubise Editions, 2001
- Nénuphar, éditions Fides, 2017
- Destin des croyances, en collaboration, Éditions Érès
- De l’Ecole polytechnique féminine à l’EPF école d’Ingénieures, Eyrolles, 2005

## Distinctions
- Prix Anne-Hébert (2001) pour Toxiques[2]